# HELM MOTORSPORTS
HELM MOTORSPORTS（ヘルム・モータースポーツ）は、茨城県水戸市を拠点に置く日本のレーシングチームである。

## 略歴
2019年限りでレース活動を終了した「ル・ボーセモータースポーツ」からファクトリー、マシン、エースナンバー「62」を引き継ぐ形で、平木湧也と平木玲次の兄弟によって2020年に発足した。
2020年にFIA-F4選手権に参戦（ドライバーは平木玲次）。2勝を挙げ、平良響に次ぐランキング2位を記録した。また、2022年に鳥羽豊がインデペンデントクラスでシリーズチャンピオンを獲得した。
2022年、平木湧也・玲次のラインナップで全日本スーパーフォーミュラ・ライツ選手権に参戦。第4戦を最後にチームは撤退した。 また、スーパー耐久・ST-Xクラスにも参戦し、平木湧也・玲次に鳥羽豊（富士24時間レースのみショウン・トン）を起用し、シリーズチャンピオンを獲得。
2023年、フォーミュラ・リージョナル・ジャパニーズ・チャンピオンシップに参戦し、平木湧也が開幕戦で優勝を飾っている。2024年にはTCRジャパンシリーズチャンピオンの猪爪杏奈を起用したが、同年をもってフォーミュラ・リージョナル・ジャパニーズ・チャンピオンシップから撤退。
2024年、SUPER GTに参戦。ドライバーは平手晃平と平木湧也、第3ドライバーに平木玲次が起用された。

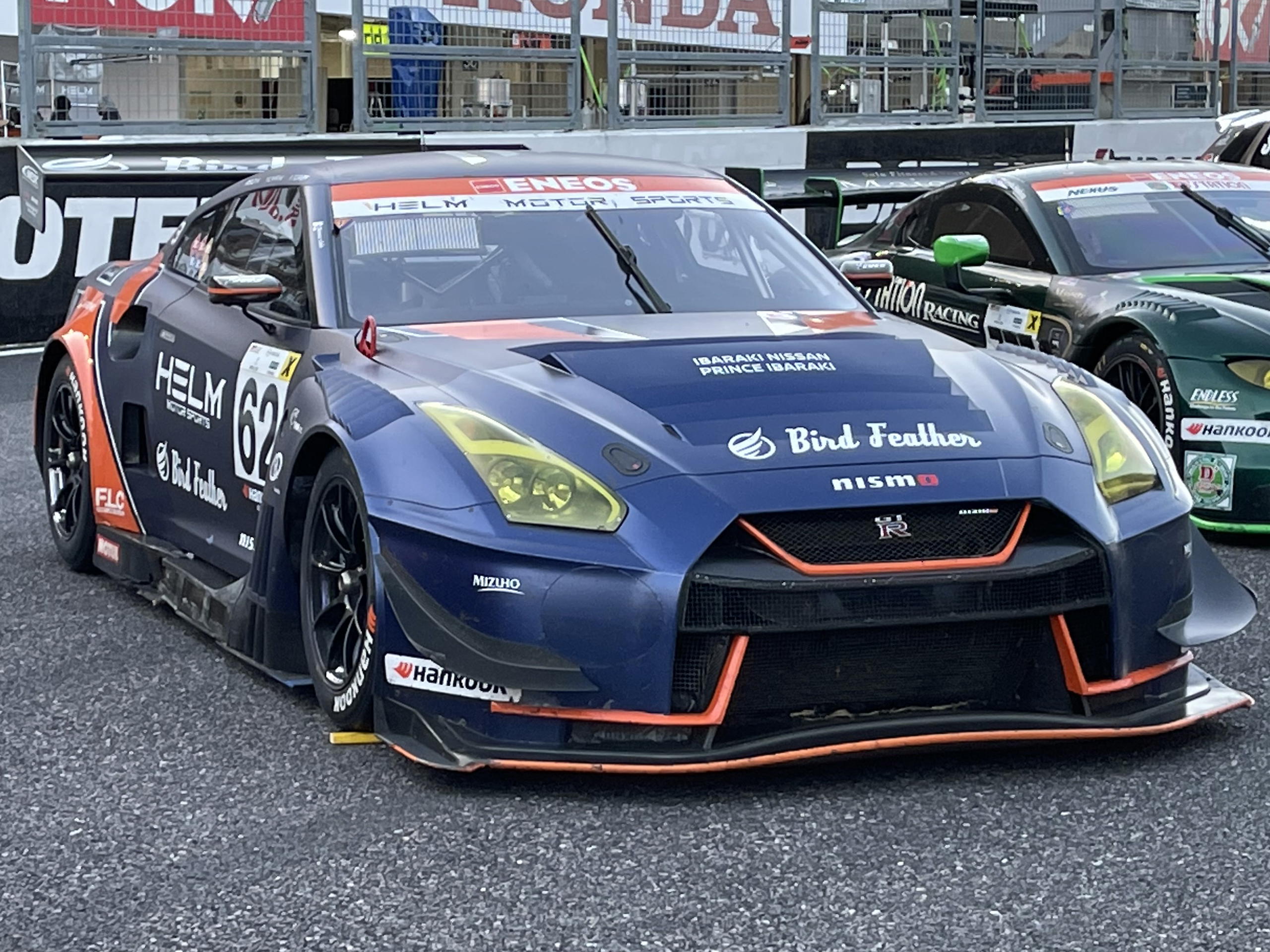
HELM MOTORSPORTS GT-R（2022年のスーパー耐久参戦車両）

## 戦績

### SUPER GT
| 年     | ドライバー                               | 車両                 | クラス | 1      | 2       | 3      | 4        | 5      | 6      | 7      | 8      | 順位  | ポイント |
| ------ | ---------------------------------------- | -------------------- | ------ | ------ | ------- | ------ | -------- | ------ | ------ | ------ | ------ | ----- | -------- |
| 2024年 | 平手晃平 平木湧也 平木玲次（Rd.2-4,7,5） | 日産・GT-R NISMO GT3 | GT300  | OKA 18 | FUJ 10  | SUZ 11 | FUJ 13   | SUG 13 | AUT 17 | MOT 17 | SUZ 16 | 16位  | 23       |
| 2025年 | 平木湧也 平木玲次                        | 日産・GT-R NISMO GT3 | GT300  | OKA 19 | FSW ret | SEP 11 | FSW 1219 | SUZ    | SUG    | AUT    | MOT    | 25位* | 7*       |